# Cesarewitch
Das Cesarewitch ist ein britisches Galopprennen für Vollblüter, das jährlich im Herbst auf dem Newmarket Racecourse Rowley Mile in Newmarket stattfindet.
Das erste Rennen fand 1839 zu Ehren des russischen Zarewitschs (Thronfolgers) und späteren Zaren Alexander II. statt. Zusammen mit dem im selben Jahr gegründeten Cambridgeshire bildet es das Autumn Double. Das Rennen geht über eine Distanz von 3.621 Metern. Das Preisgeld beträgt 200.000 Pfund Sterling.
Der Rekordgewinner ist der Jockey Doug Smith, der das Rennen sechsmal gewann.